# Metastelma columbianum
Metastelma columbianum är en oleanderväxtart som beskrevs av Rudolf Schlechter. Metastelma columbianum ingår i släktet Metastelma och familjen oleanderväxter. Inga underarter finns listade i Catalogue of Life.